# Skalbank

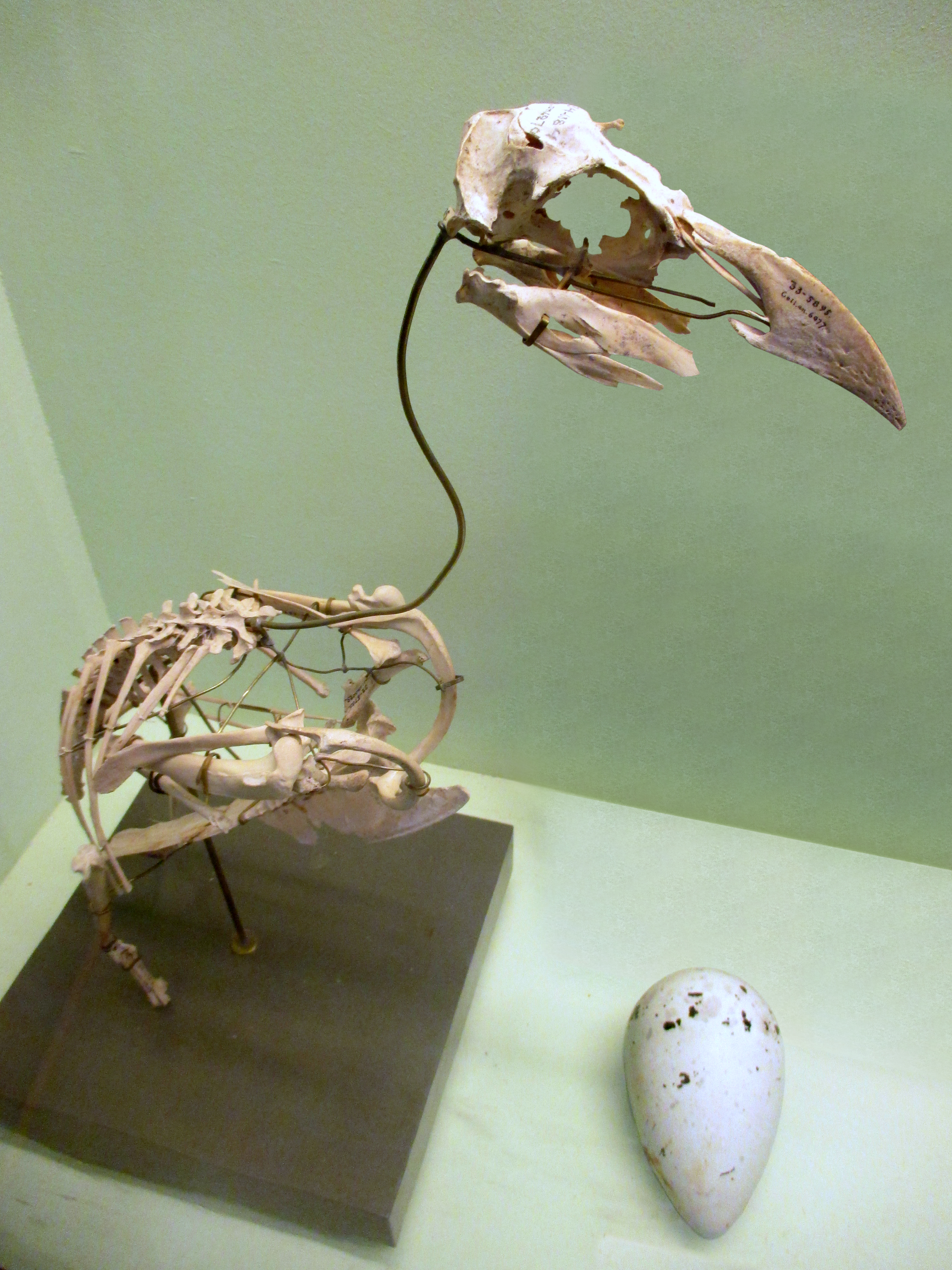
Ett skelett av garfågel sammansatt av ben från bland annat skalbanken på Otterön.

En skalbank är en större ansamling av skal från huvudsakligen subfossila djur. I Sverige skiljer man på glaciala skalbankar, där fossilen huvudsakligen är från istiden, och postglaciala skalbankar, där fossilen är från den följande värmeperioden. Skalbankarna vid Uddevalla (Bräcke och Kuröd) är exempel på glaciala skalbankar, medan skalbanken på Otterön utanför Grebbestad är exempel på en postglacial skalbank. Floran på en skalbank är i regel starkt kalkpåverkad.

## Uddevalla
Världens största skalbanksamling hittas i Uddevalla i mellersta Bohuslän, där främst stenmusslan och jättehavstulpanen har gjort sig påminda. Dock har där även hittats subfossil från 103 arter ryggradslösa djur och även åtskilliga subfossiler av ryggradsdjur − till exempel torsk, kolja, vikare, storsäl, swedenborgsval, vitval och vitnosdelfin. Utöver detta har man hittat många fynd av en art av havstulpan som annars nästan enbart hittas på knölvalen.
Skalbankarna vid Uddevalla bildades för cirka 11 000 år sedan när inlandsisen smälte. Då fanns goda förutsättningar för liv i vattnet. Därför finns nu bankar med rester av många olika arter av skaldjur, det vill säga blötdjur, kräftdjur och tagghudingar.
Man uppskattar att det har funnits över 1 miljon kubikmeter skal i Uddevallatraktens alla skalbankar men att det numera knappt återstår 10 procent. Redan vid mitten av 1700-talet utvann man kalk ur bankarna genom att bränna skal. Under 1800- och 1900-talen exploaterades bankarna hårt främst genom produktion av hönsfoder, byggmaterial för järnvägar, bilvägar och jordförbättringsmedel.

## Naturskydd
Carl von Linné kallade dem för "ett av Bohusläns största under", och redan tidigt fanns ett intresse av att bevara dessa skalbankar. År 1927 sände Göteborgs biologiska förening en resolution till Sveriges geologiska undersökning och till stadsfullmäktige i Uddevalla med ett naturskyddsförslag.